# متحف السالم
متحف السالم هو متحف سعودي يقع بقرية أشيقر التراثية أنشأه حمد بن سليمان السالم، جامعاً فيه مقتنيات وقطعاً نادرة ظل يبحث عنها طوال خمسة وثلاثين عاماً، طاف خلالها مناطق المملكة ليجمع تلك المقتنيات من كل مكان بما فيه من قرى ومدن ولم يقتصر في بحثه عنها على مدينته فكان يشتري من الديرة في الرياض والوشم وغيرها، وكانت أدوات السواني مثل الدلو والغرب والمحالة وكذلك القدر من أوائل القطع القديمة التي بدأ بها السالم مشواره في جمع تراث الآباء والأجداد، ليؤرخ من خلالها لفترة هامة من عمر الوطن.
ويحتفظ حمد السالم بدرع وفتيل ومقمع وبعض الحلي المزينة بالعملات القديمة، وكذلك بعباءة معصمة يتجاوز عمرها الثمانين عاماً، إضافة إلى «محامل» لظهور الجمال عمرها أكثر من مئة وخمسين عاماً، وماكينة خياطة (سنجر) عمرها تسعون عاما، ومازال يحتفظ بالفاتورة الخاصة بها، كذلك يضم متحف السالم مجموعة من العملات يزيد عمرها على ثلاثمائة عام، إضافة إلى إسطرلاب وموازين، إلى جانب علبة من الحديد تعود لعام 1549م، وقطعتين من الحجر على شكل الكرة عثر عليهما خارج المملكة.